# 谢村镇
谢村镇，是中华人民共和国陕西省汉中市洋县下辖的一个乡镇级行政单位。

## 行政区划
谢村镇下辖以下地区：
谢村、范坝村、六陵渡村、镇江村、东韩村、智果村、后社村、小池村、官渠村、东坡村、前湾村、后湾村、邓家湾村、大池村、下溢水村、老庄村、海莲村、四兴村、四红村、六联村、五丰村、五间村、江村、秋苗村、杜家村、回龙村、夏家村和老庙村。